# Сьенегильяс
Сьенегильяс (исп. Cieneguillas) — посёлок и муниципалитет в Аргентине.  Входит в состав департамента Санта-Каталина и провинции Жужуй.
Численность населения — 286 жителей (2010).

## Расположение
Посёлок расположен на востоке департамента Санта-Каталина.

## Транспорт
- Автомагистрали
  - RN40 — Ла-Кьяка - Сускес
  - RP5 — Санта-Каталина - Сьенегильяс
  - RP87 — в направлении Абра-Пампа

Расстояние по автодороге:
- до адм.центра департамента города Санта-Каталина - 28 км,
- до адм.центра  провинции города Сан-Сальвадор-де-Жужуй - 301 км.
- до ближайшего крупного города Ла-Кьяка - 35 км.

## Демография
По данным национального института статистики и переписи населения численность населения поселка составляла:
| Население чел.(1991) | Население чел.(2001) | Население чел.(2010) | мужское чел.(2010) | женское чел.(2010) | Динамика изменения в %/год (2001 → 2010) |
| -------------------- | -------------------- | -------------------- | ------------------ | ------------------ | ---------------------------------------- |
| 204                  | 268                  | 286                  | 152                | 134                | ▲0,73                                    |

## Экономика
Главная экономическая деятельность - животноводство, в частности разведение лам.